# アルチャナ
アルチャナ（Archana）は、インドのテルグ語映画、タミル語映画、マラヤーラム語映画、カンナダ語映画で活動する女優。国家映画賞受賞者であり、女優のほかにクチプディ・カタックのダンサーとしても活動している。

## フィルモグラフィー

### タミル語映画
- Thai Pongal（1980年）
- Thunive Thozhan（1980年）
- Kadhal Oviyam（1982年）
- Vasanthame Varuga（1983年）
- Neengal Kettavai（1984年）
- Yemaatrathe Yemaaraathe（1985年）
- Puyal Kadantha Boomi（1985年）
- Rettai Vaal Kuruvi（1987年）
- Veedu（1988年）
- Sandhya Raagam（1989年）
- Vaidehi Vandhachu（1991年）
- Parattai Engira Azhagu Sundaram（2007年）
- Onbadhu Roobai Nottu（2007年）
- Kinar（2018年）
- Seethakaathi（2018年）
- Namma Veettu Pillai（2019年）
- Azhiyatha Kolangal 2（2019年）

### テルグ語映画
- Madhura Geetam（1981年）
- Police Venkataswamy（1983年）
- Nireekshana（1986年）
- Ladies Tailor（1986年）
- Ukku Sankellu（1988年）
- Daasi（1988年）
- Yogi Vemana（1988年）
- Matti Manushulu（1990年）
- Bharat Bandh（1991年）
- Vidhata（1991年）[3]
- Chakravyuham（1991年）
- Prema Drohi（1992年）
- Pachcha Toranam（1994年）
- Chor Bazaar（2022年）

### マラヤーラム語映画
- Malamukalile Daivam（1983年）
- Thammil Thammil（1985年）
- Piravi（1989年）
- Onnaam Muhurtham（1991年）
- Yamanam（1992年）
- Sammohanam（1994年）
- Madamma（1996年）
- Kinar（2018年）

### カンナダ語映画
- Premigala Saval（1984年）
- Belli Naaga（1986年）
- Guri（1986年）
- Ondu Muttina Kathe（1987年）
- Huliya（1996年）

### その他の言語映画
- Bagh Bahadur（ベンガル語、1989年）
- Mo Kanhure（オリッサ語、1993年）
- Nishad（ヒンディー語、2002年）

### テレビドラマ
- Meenakshi Ponnunga（2022年-2023年）

## 受賞歴

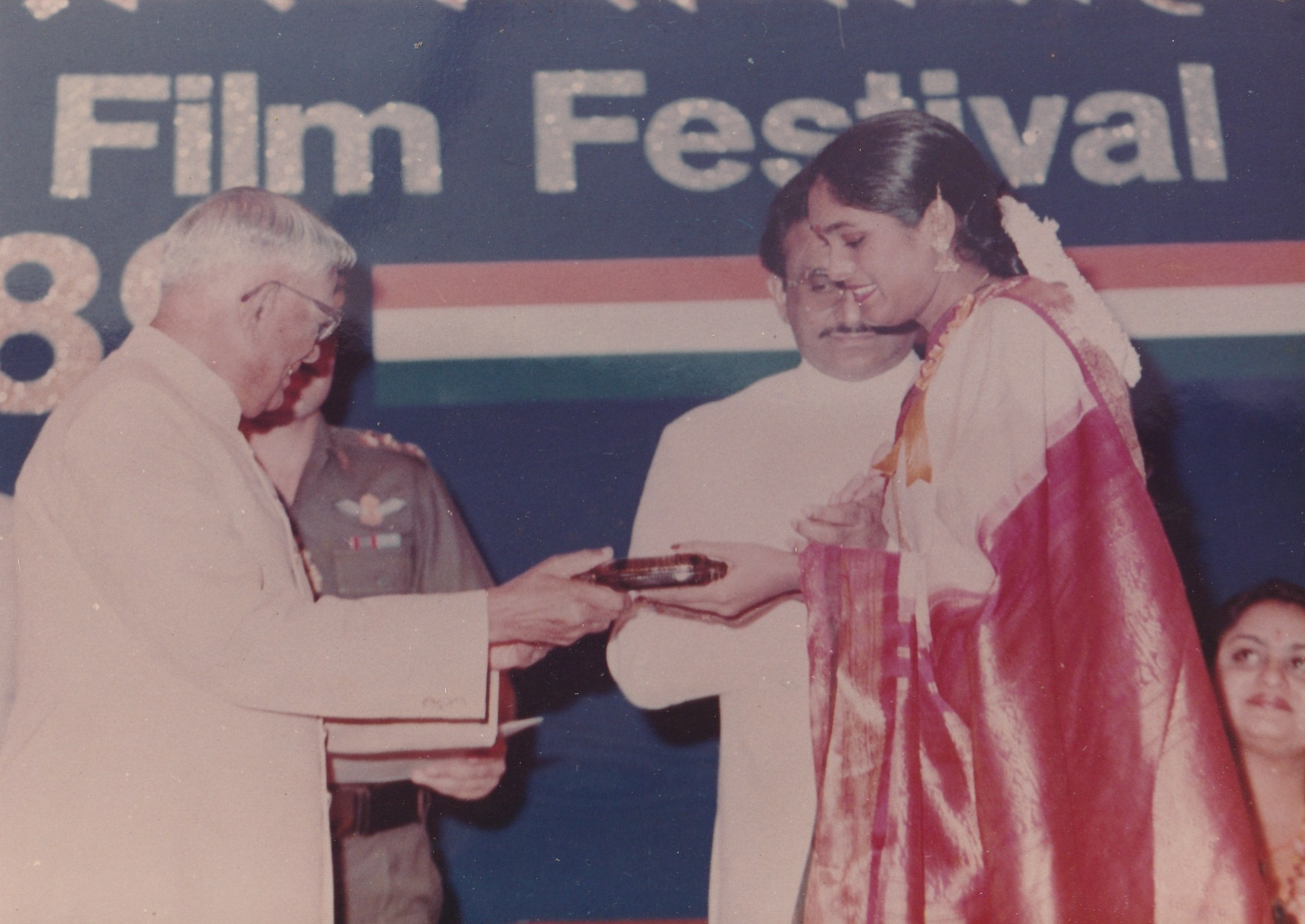
国家映画賞主演女優賞を受け取るアルチャナ（1989年）

| 年                                | 部門                       | 作品                     | 結果       | 出典       |
| 国家映画賞                        | 国家映画賞                 | 国家映画賞               | 国家映画賞 | 国家映画賞 |
| --------------------------------- | -------------------------- | ------------------------ | ---------- | ---------- |
| 1988年                            | 主演女優賞                 | 『Veedu』                | 受賞       | [ 4 ]      |
| 1989年                            | 主演女優賞                 | 『Daasi』                | 受賞       | [ 5 ]      |
| フィルムフェア賞 南インド映画部門 |                            |                          |            |            |
| 1988年                            | タミル語映画部門主演女優賞 | 『Rettai Vaal Kuruvi』   | ノミネート |            |
| 1989年                            | タミル語映画部門主演女優賞 | 『Veedu』                | 受賞       | [ 6 ]      |
| 1989年                            | テルグ語映画部門主演女優賞 | 『Daasi』                | ノミネート | [ 6 ]      |
| 2008年                            | タミル語映画部門主演女優賞 | 『Rettai Vaal Kuruvi』   | ノミネート |            |
| タミル・ナードゥ州映画賞          |                            |                          |            |            |
| 2007年                            | 性格女優賞                 | 『Onbadhu Roobai Nottu』 | 受賞       | [ 7 ]      |
| ナンディ賞                        |                            |                          |            |            |
| 1986年                            | 審査員特別賞               | 『Nireekshana』          | 受賞       | [ 8 ]      |
| アーナンダ・ヴィカタン映画賞      |                            |                          |            |            |
| 2020年                            | 主演女優賞                 | 『Azhiyatha Kolangal 2』 | ノミネート |            |